# آموس هند
آموس هند (1 فبراير 1849 في المملكة المتحدة - 27 أبريل 1931 في المملكة المتحدة)  (بالإنجليزية: Amos Hind)‏ هو لاعب كريكت بريطاني (وحمل سابقاً جنسية المملكة المتحدة لبريطانيا العظمى وأيرلندا). لعب مع نادي مقاطعة ديربيشاير للكريكت ‏.